# Казановка (река)
Казановка — река в России, протекает в Кимовском районе Тульской области. Левый приток Дона.

## География
Река Казановка берёт начало южнее посёлка Метеневка. Течёт на юг и впадает в Дон в районе посёлка Извольщино. Устье реки находится в 1816 км по левому берегу реки Дон. Длина реки составляет 11 км, площадь водосборного бассейна 42,7 км².

## Данные водного реестра
По данным государственного водного реестра России относится к Донскому бассейновому округу, водохозяйственный участок реки — Дон от истока до города Задонск, без рек Красивая Меча и Сосна, речной подбассейн реки — бассейны притоков Дона до впадения Хопра. Речной бассейн реки — Дон (российская часть бассейна).
Код объекта в государственном водном реестре — 05010100312107000000250.